# Farsa (genere teatrale)

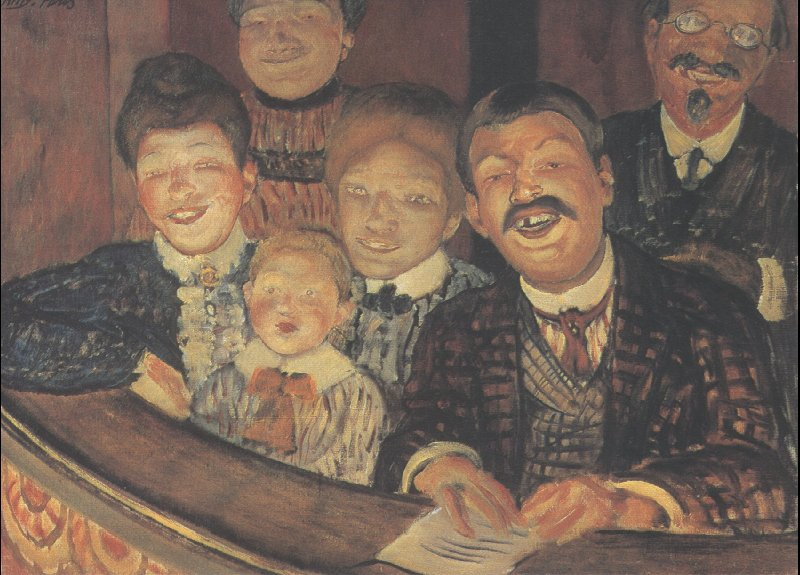
Spettatori di una farsa teatrale, in un dipinto di Kuz'ma Petrov-Vodkin

Una farsa è un genere di opera teatrale la cui struttura e trama sono basate su situazioni e personaggi stravaganti, anche se in generale viene mantenuto un certo realismo nei loro aspetti irrazionali. I temi e i personaggi possono essere di fantasia, però devono risultare credibili e verosimili. Anche se la farsa è prevalentemente comica, sono state scritte farse in tutti gli stili teatrali.

## Farsa antica
La parola deriva dal vocabolo latino farcire, per l'abitudine di impiegare le farse come brevi interludi 'riempitivi' tra due drammi seri, anche se è passata nel teatro intorno al XIII secolo da quello ecclesiastico, dove rappresentava le interpolazioni immesse nei testi liturgici allo scopo di renderli più comprensibili ai fedeli. Queste aggiunte apparvero spesso buffe e talvolta licenziose. Le origini del genere sono tuttavia decisamente più antiche e già i fliaci greci potevano considerarsi attori farseschi. Nel primitivo teatro dei Romani ebbero carattere farsesco le Atellane e i Fescennini. Anche il mimo e il pantomimo evidenziano aspetti farseschi. 
La parola farce e con essa anche il genere si impose in Francia nel XIII secolo e tra i capiscuola è da annoverare Adam de la Halle con la sua opera Jeu de la feuillée (1276), dove il protagonista è un diavolo, progenitore di Arlecchino. La farsa si rinnovò nel corso dei secoli a seconda delle esigenze, sia nel contenuto sia nella forma, arrivando fino alla farsetta settecentesca, simbolo dell'opera buffa o comica.
In Italia fra il XIV secolo e il XVII secolo sono da ricordare le momarìe mascherate a Venezia, i mariazzi veneti e la farsa cavaiola napoletana il cui autore fu Vincenzo Braca. In Spagna fra il XVI e il XVIII secolo ebbero carattere farsesco - giocoso i pasos di Lope de Rueda, i successivi entremeses (intermezzi) di Luis Quiñones de Benavente e i sainetes dei quali Ramón de la Cruz fu un importante autore.

## Farsa nell'800
Nell'Ottocento la storia della farsa si confuse con quella dell'operetta e del vaudeville e successivamente con quella della rivista musicale. Nella Francia era molto popolare la "pochade", ossia una farsa che consisteva in giochi di equivoci all'interno di una famiglia borghese parigina. I massimi rappresentanti di questo sottogenere furono Georges Feydeau e Tristan Bernard.

## Farsa italiana: Eduardo Scarpetta

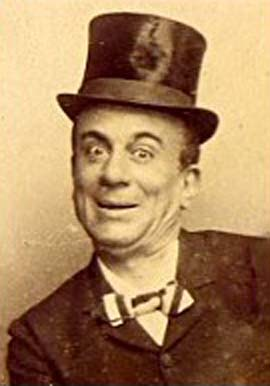
Eduardo Scarpetta

Fu il più importante attore e autore del teatro napoletano tra la fine dell'Ottocento e i primi del Novecento, capostipite della dinastia teatrale degli Scarpetta-De Filippo.
Creò il teatro dialettale moderno, che ancora oggi si usa e si specializzò nell'adattare la lingua napoletana in moltissime pochade francesi; la sua commedia più celebre, Miseria e nobiltà, fu però una creazione originale del suo repertorio.
Vanta una carriera lunghissima di commediografo (dal 1875), interrotta bruscamente da una celebre causa intentatagli da Gabriele D'Annunzio nel 1904.
Scarpetta fu anche attore cinematografico agli albori della “settima arte”. Egli girò alcuni film per una casa di produzione milanese, la “Musical Film” di Renzo Sonzogno, tratti dalle sue commedie: Miseria e nobiltà (1914, diretto da Enrico Guazzoni), La nutrice (1914, diretto da Alessandro Boutet), Un antico caffè napoletano (1914), Tre pecore viziose (1915) e Lo scaldaletto (1915) diretti da Gino Rossetti. Di questi film ci rimangono solo alcune foto di scena di Scarpetta e di altri interpreti.
Padre di numerosi figli (riconosciuti e no): oltre a Vincenzo, Domenico, Maria Scarpetta, vi sono i celebri Eduardo, Peppino e Titina De Filippo, il poeta Ernesto Murolo (padre del cantante Roberto Murolo), Eduardo (De Filippo) in arte Passarelli e suo fratello Pasquale De Filippo.